# Liste des portes de Lyon
La liste des portes de Lyon recense les anciennes portes d'accès à la ville de Lyon, en France, lorsque celle-ci était entourée de fortifications. Plusieurs de ces portes ont été déplacées, puis ont disparu au fil des extensions successives des limites de la ville.

## Contexte historique
Au XIVe siècle, la ville de Lyon est une ville fermée.

## Liste des portes
Les portes de Lyon sont situées aux extrémités de ce qui a pu constituer les grands axes de la ville au fil de l'histoire. Elles donnent généralement sur un grand axe routier.
- la porte d'Ainay ;
- la porte des Auges[2] ;
- la porte de Bourgchanin, à l'entrée du pont de la Guillotière ;
- la porte de Bourgneuf ;
- la porte des Chartreux ;
- la porte Chenevier, dite également « fausse porte Chenevier » dans l'ancienne rue de la Pêcherie[3], devenue quai de la Pêcherie ;
- la porte des Cordeliers ;
- la porte de la Croix-Rousse, sur l'ancienne voie vers la Bresse ;
- la porte de Freyte[4] ou porte Freyti[5] ;
- la porte de la Grande-Côte[2] ;
- la porte du Griffon[2] ;
- la porte de la Lanterne, rue Lanterne ;
- la porte du Lion, sur l'ancienne voie vers Paris ;
- la porte de Pierre-Scize ;
- la porte du Rhône, sur le pont de la Guillotière et l'ancienne voie vers le Dauphiné ;
- la porte Saint-Clair ;
- la porte Saint-Georges ;
- la porte de Saint-Just, sur l'ancienne voie vers l'Auvergne, détruite en 1926 ;
- la porte Saint-Laurent, sur l'enceinte du boulevard de la Croix-Rousse ;
- la porte Saint-Marcel[6] ;
- la porte Saint-Sébastien, sur l'actuelle montée Saint-Sébastien et l'ancienne voie vers Genève ;
- la porte Saint-Vincent[7] ;
- la porte des Terreaux
- la porte du Trion, sur l'ancienne voie vers le Forez ;
- la porte de Vaise.

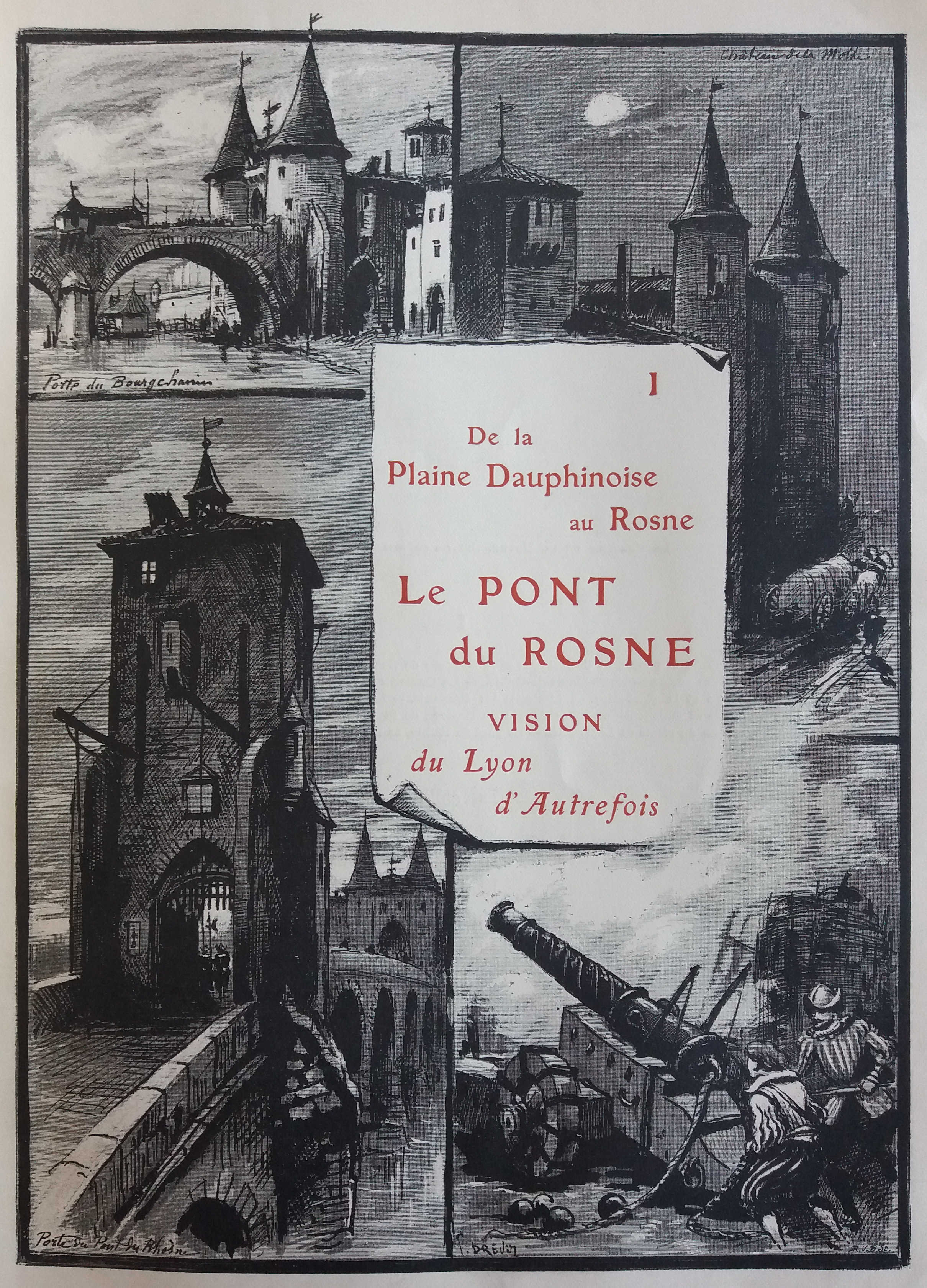
La porte de Bourgchanin et la porte du Rhône sur le pont de la Guillotière.
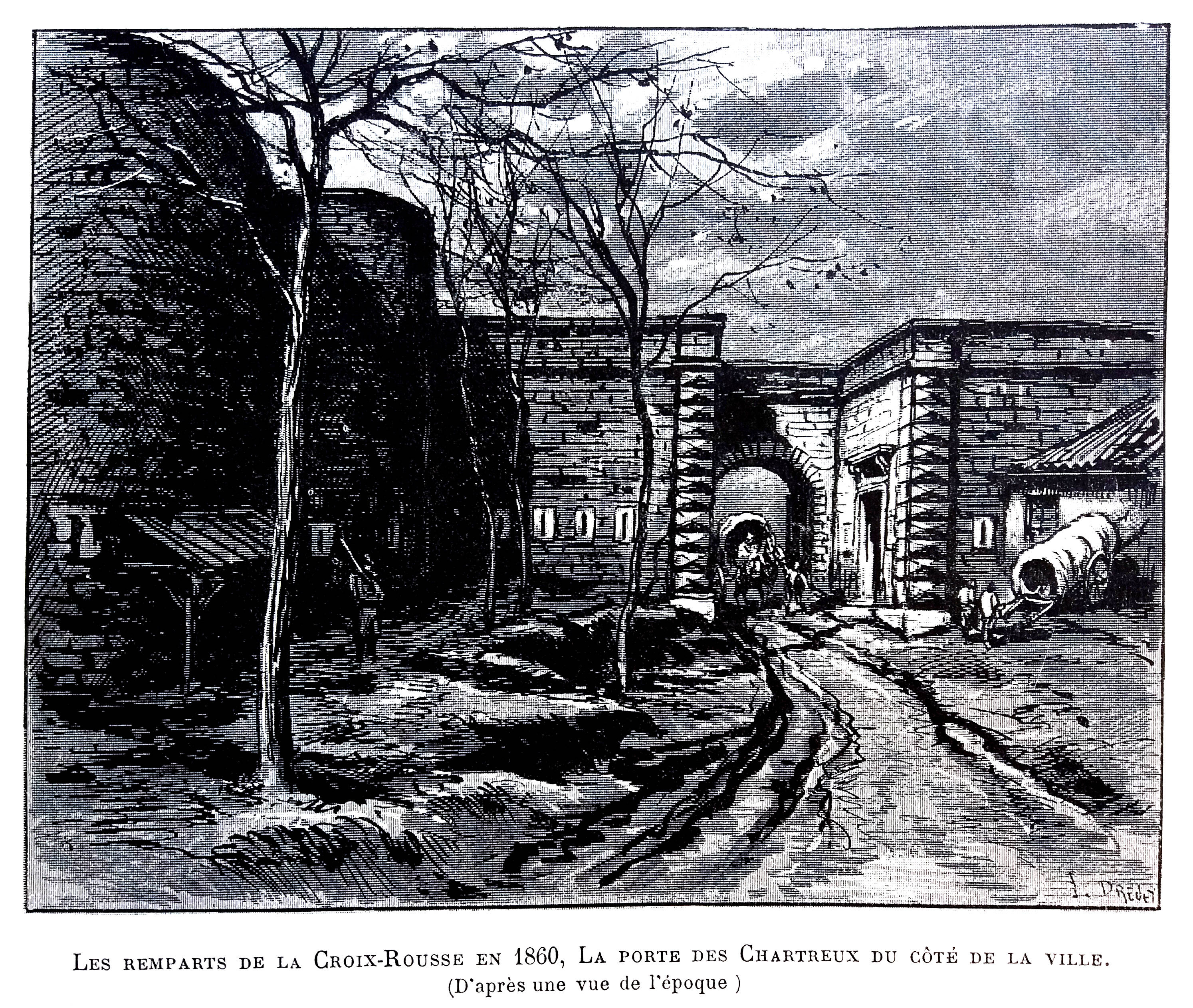
La porte des Chartreux.
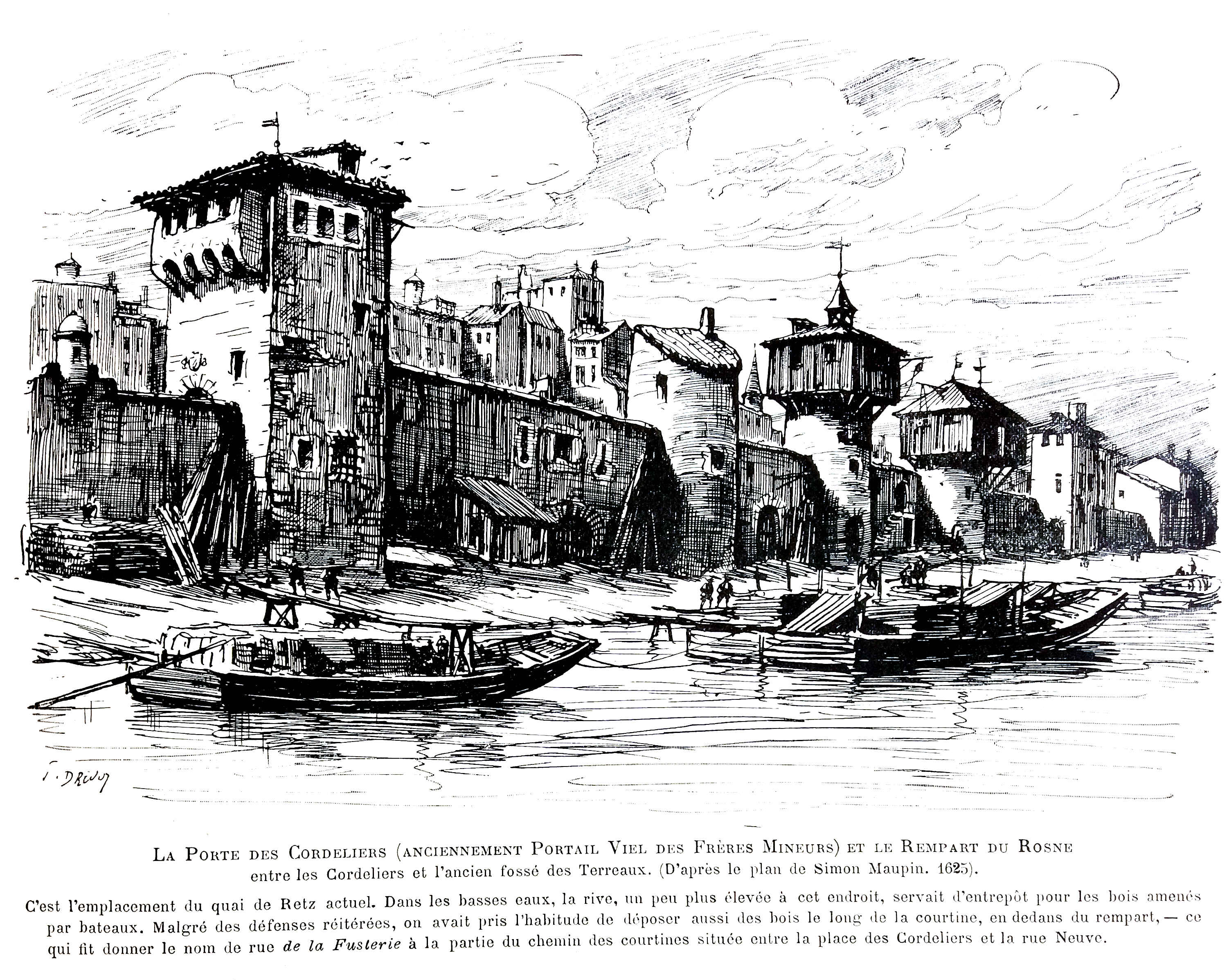
La porte des Cordeliers.
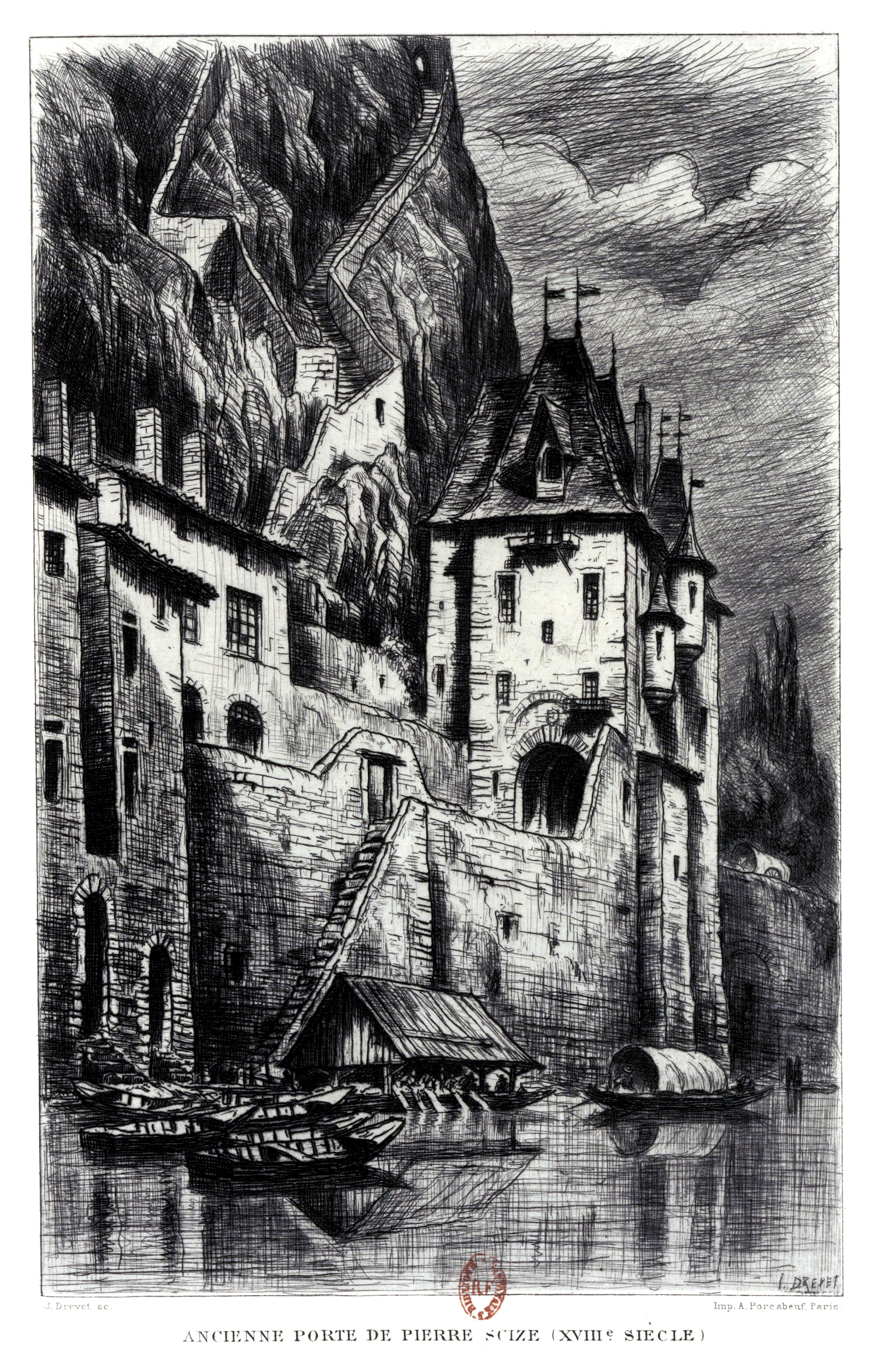
La porte de Pierre-Scize.
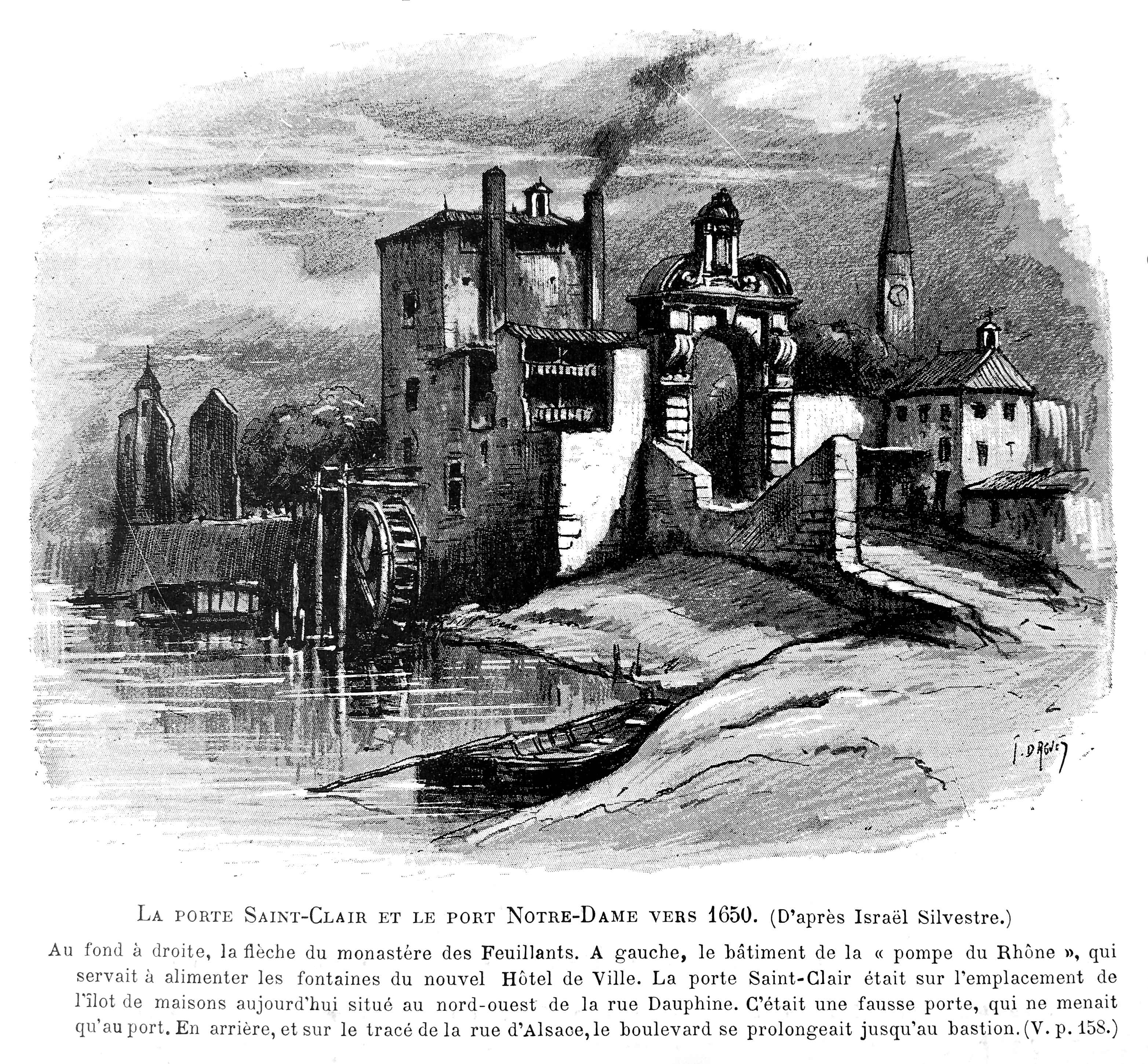
La porte Saint-Clair.
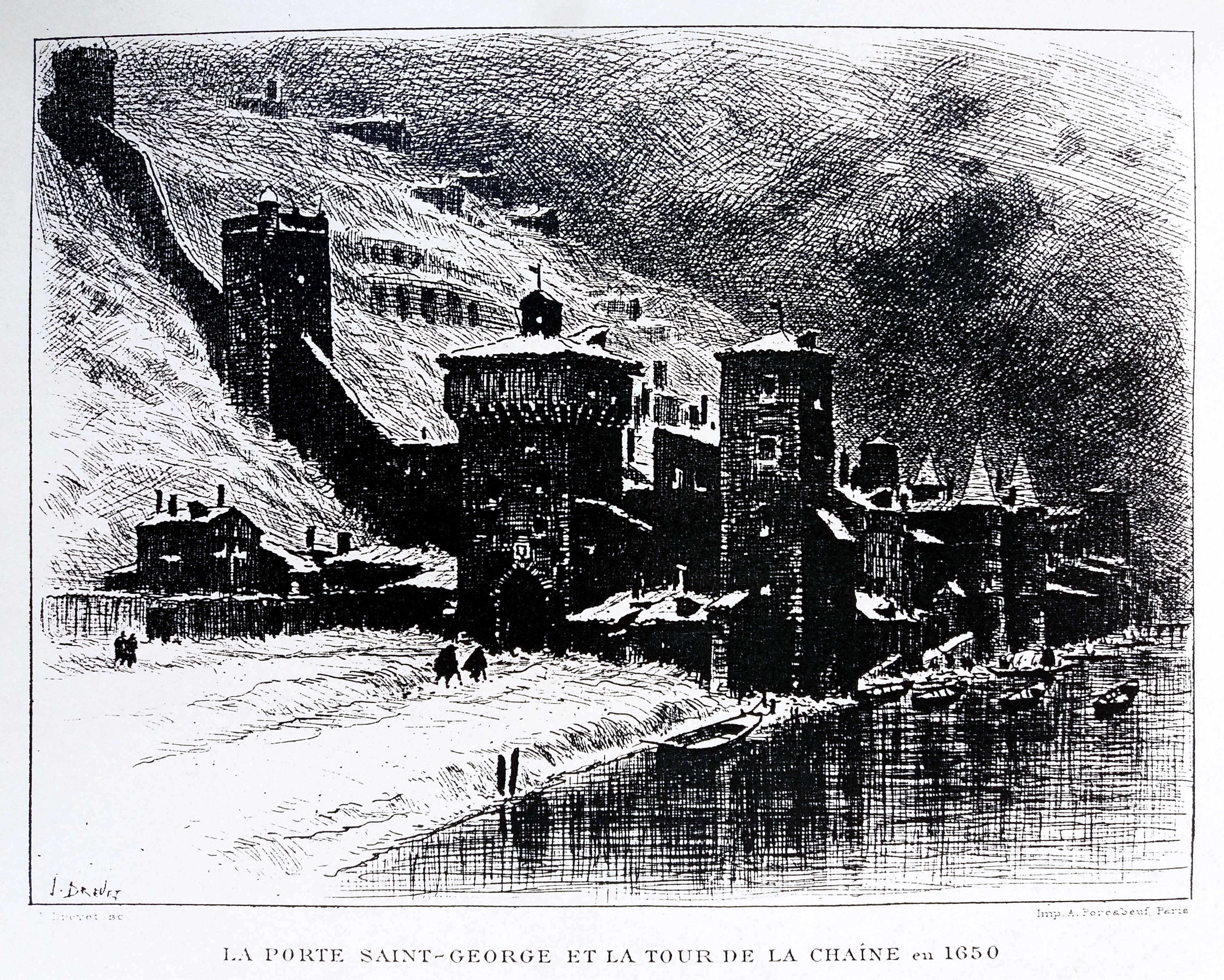
La porte Saint-Georges.
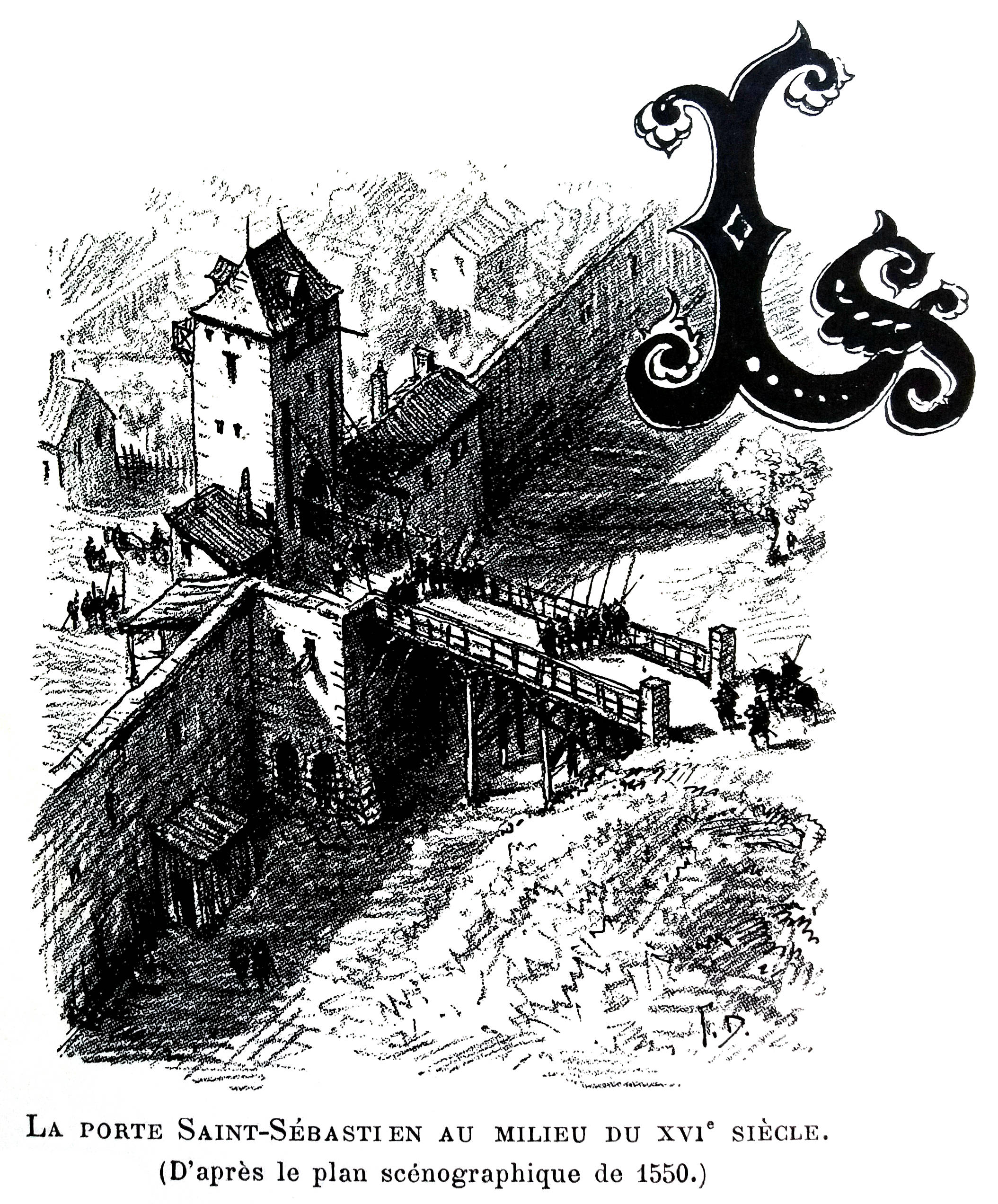
La porte Saint-Sébastien.
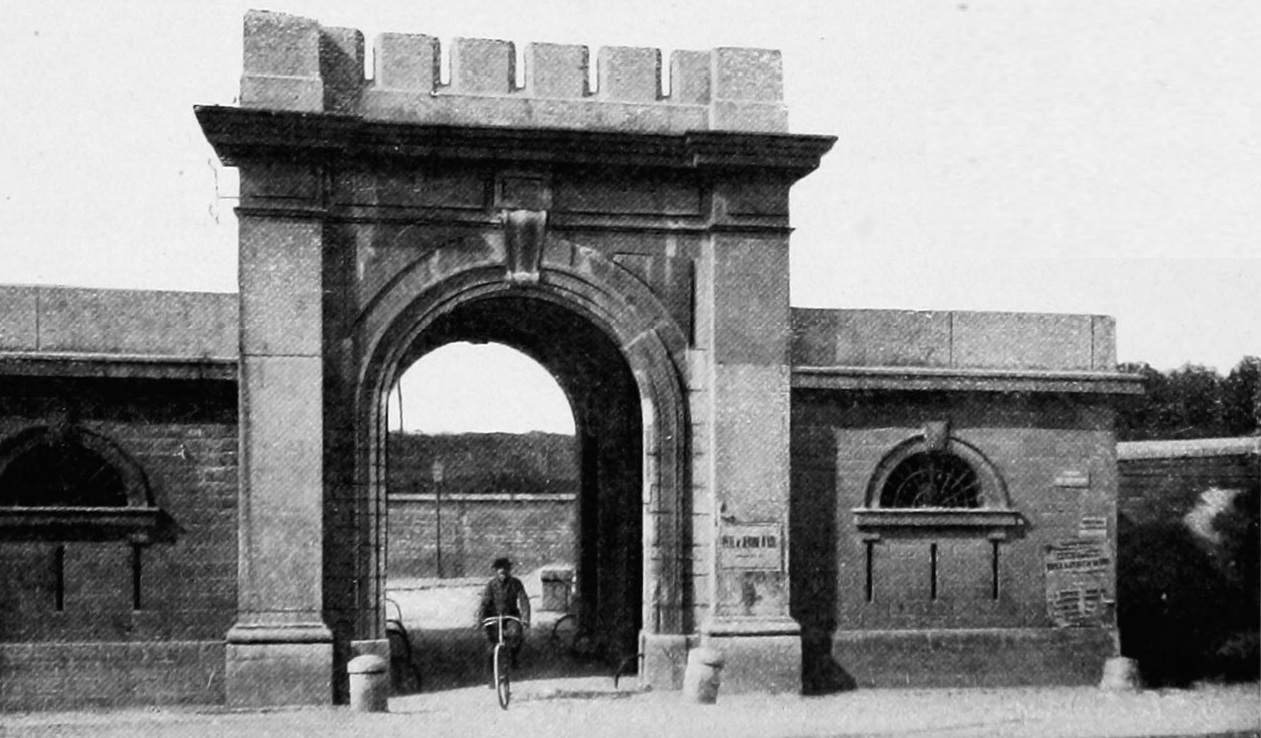
La porte de Fourvière.
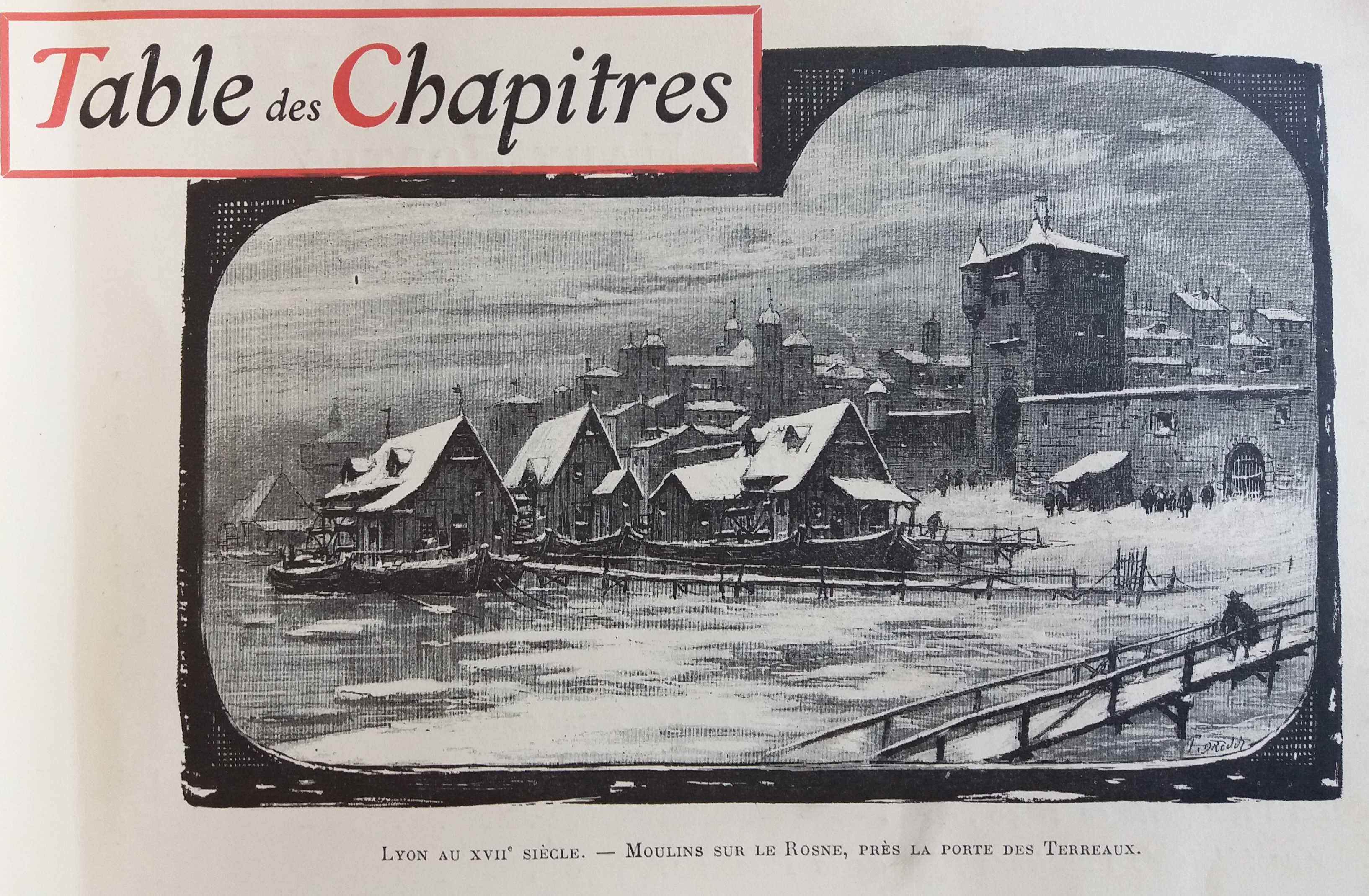
La porte des Terreaux.
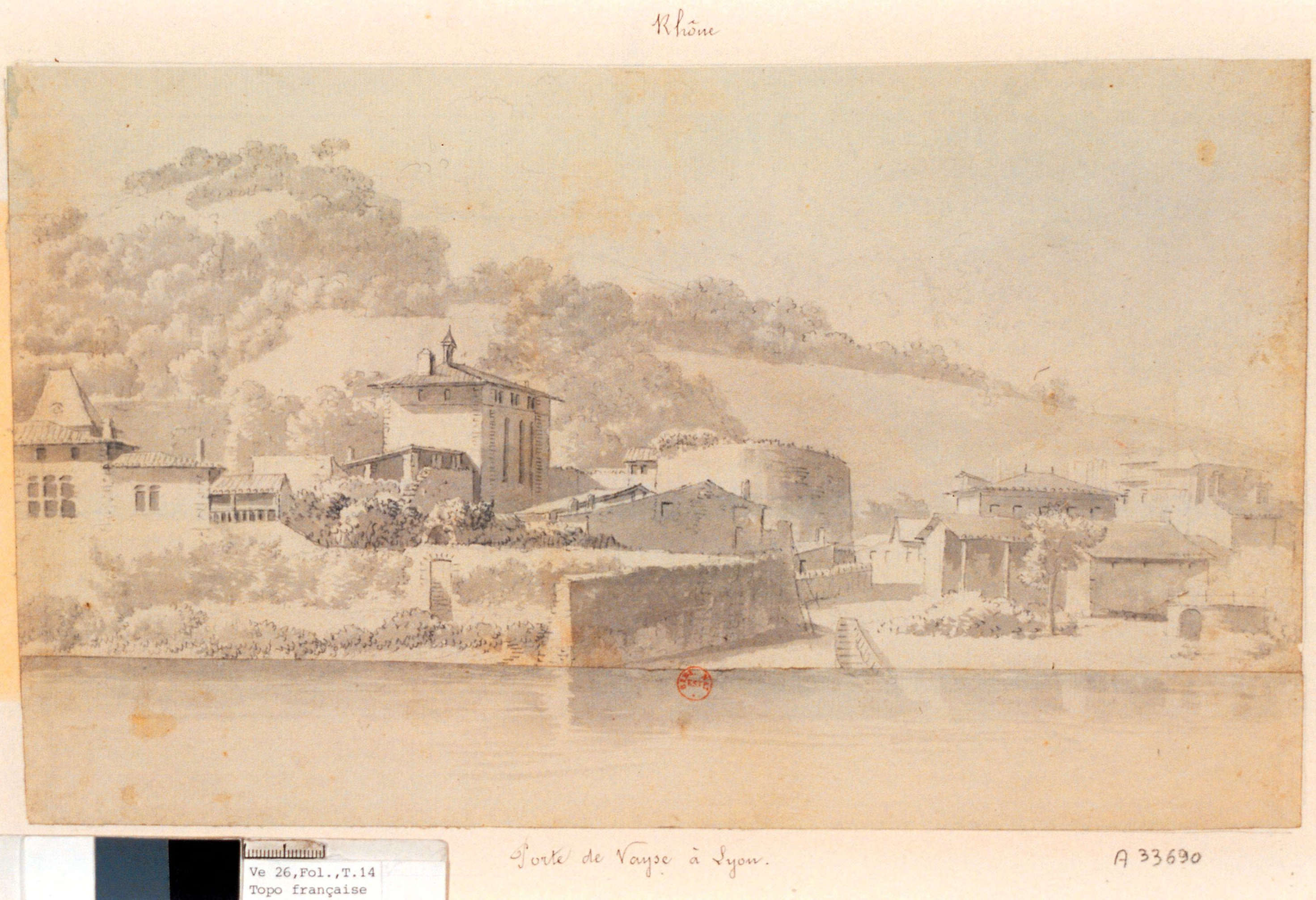
La porte de Vaise.
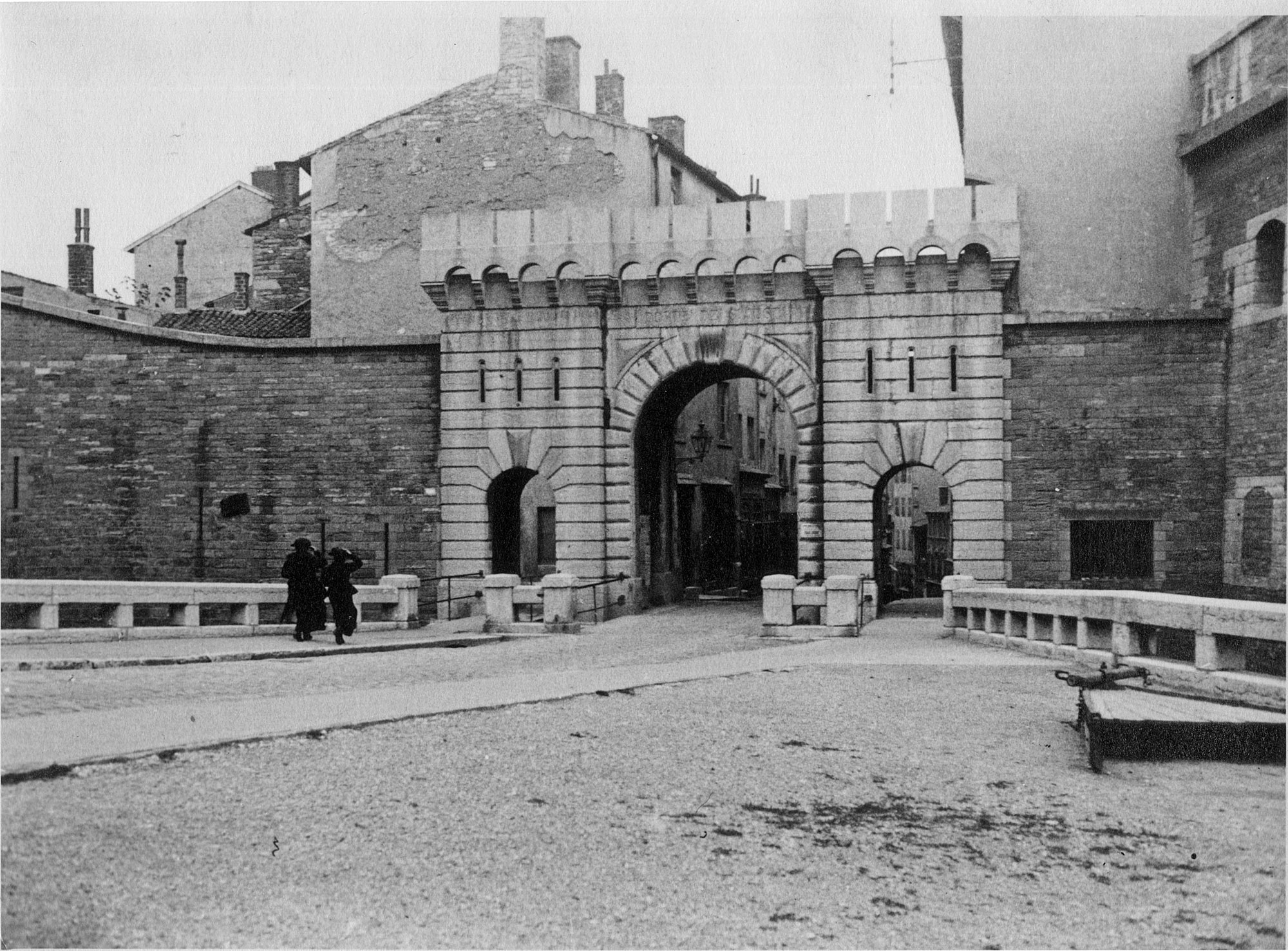
Porte de Saint-Just

### L'enceinte canoniale du groupe cathédral
L'enceinte canoniale du groupe cathédral enserrant la cathédrale Saint-Jean était également pourvue de plusieurs portes, du nord vers le sud :

- la porte de Savoye ou de Savoie, au nord-est, donnant accès au port de Roanne sur la Saône ;
- la porte Froc, Froc, Fros, ou Frot, dite également « Porte-Froc » au nord, donnant accès à la rue Saint-Jean ;
- deux portes à l'ouest, non dénommées, donnant accès à la rue de la Bombarde, aujourd'hui rue Tramassac[note 1] ;
- la porte de Thyers ou de Thiers, au sud-est ;
- la porte du Coter, au sud.